# FK Budućnost Podgorica
FK Budućnost Podgorica este o echipă de fotbal din Podgorița, Muntenegru.

## Palmares
- Prima Ligă (Muntenegru)

Campioana: 6
- - 2007–08, 2011–12, 2016–17, 2019–20, 2020–21, 2022/23
- Cupa Iugoslaviei

Finalista: 2
- - 1965, 1977
- Liga Secundă Iugoslavă

Campioana: 1
- - 1994/95
- Liga Secundă Serbia/Muntenegru

Campioana: 1
- - 2003
- Cupa UEFA Intertoto

(UEFA 4-rth Cup): 2
- - 1981, 1985

## Budućnost în Cupele Europene
| Sezon   | Competiție          | Rundă   | Club     | Scor                   |          |
| ------- | ------------------- | ------- | -------- | ---------------------- | -------- |
| 1995/96 | Cupa UEFA Intertoto | Grupa 7 | Estonia  | Tervis Parnu           | 3-1      |
|         |                     | Grupa 7 | Cipru    | Nea Salamina           | 1-1      |
|         |                     | Grupa 7 | Germania | Bayer Leverkusen       | 0-3      |
|         |                     | Grupa 7 | Grecia   | OFI                    | 3-4      |
| 2005/06 | Cupa UEFA Intertoto | Runda 1 | Malta    | FC Valletta            | 2-2, 5-0 |
|         |                     | Runda 2 | Spania   | Deportivo de La Coruña | 0-3, 2-1 |
| 2007/08 | Cupa UEFA           | Runda 1 | Croația  | Hajduk Split           | 1-1, 0-1 |
| 2008/09 | Champions League    | Runda 1 | Finlanda | Tampere United         | 1-2, 1-1 |
| 2009/10 | UEFA Europa League  | Runda 1 | Polonia  | Polonia Varșovia       | 0-2, 1-0 |

## Jucători importanți
| - Momir Bakrač - Zoran Batrović - Božidar Belojević - Radovan Bošković - Miodrag Božović - Vojin Božović - Dragoljub Brnović - Branko Brnović - Vasilije Darmanović - Božidar Dedović - Anto Drobnjak - Milutin Folić - Nikola Janković - Željko Janović - Vasilije Jovanović - Dragomir Kovačević - Dragoje Leković - Petar Ljumović - Predrag Mijatović - Nikola Mijušković - Anto Miročević - Janko Miročević - Božidar Pajević - Milutin-Mišo Pajević - Željko Petrović - Mirko Radinović - Mojaš Radonjić - Lazar Radović - Nikola Radović - Branko Rašović - Dejan Savićević - Miodrag Martać | - Niša Saveljić - Ljubomir Spajić - Rade Vešović - Slavko Vlahović - Duško Vlaisavljević - Zoran Vorotović - Drago Vučeković - Momčilo Vujačić - Dragan Vujović - Vojislav Vukčević - Žarko Vukčević - Miljan Zeković Internaționali muntenegreni - Igor Burzanović - Milan Purović - Risto Lakić - Mladen Božović - Mirko Raičević Alți muntenegreni - Dragan Brnović - Marko Mugoša - Srđan Radonjić - Vladan Savić - Balša Božović - Aleksandar Nedović - Nenad Sofranac - Ardian Đokaj |